# 穆罕默德·侯賽尼·設拉子
大阿亞圖拉賽義德·穆罕默德·伊本·邁赫迪·侯賽尼·設拉子（阿拉伯語：محمد الحسيني الشيرازي，1928年—2001年12月17日）是全球數以百萬計的什葉派十二伊瑪目派穆斯林的宗教領袖（瑪爾扎），他的追隨者認為他具有高水平的道德價值觀，個性穩重及高尚，是有威望的領袖。追隨者皆視他為良師益友及模楷。設拉子終身投入穆斯林相關事務，他在多方面都取得貢獻，包括法律哲學、神學、政治、經濟、法律、社會學及人權。

## 生平
穆罕默德·侯賽尼·設拉子在1928年出生於伊拉克聖城納傑夫，他的家族在伊斯蘭學問和文學上頗為有名，出產過許多學者、瑪爾扎（有權頒佈伊斯蘭教令的宗教學者）和領袖，包括在煙草抗議事件當中轟動一時的米爾扎·穆罕默德·哈桑·侯賽尼·設拉子及1920年伊拉克革命領袖穆罕默德·塔基·設拉子，該革命解放了伊拉克殖民地。他的父親大阿亞圖拉邁赫迪·設拉子在當時是著名和備受尊重的瑪爾扎。他們都是伊斯蘭教先知穆罕默德的後裔。穆罕默德·侯賽尼·設拉子在2001年逝世。
他的追隨者認為穆罕默德·侯賽尼·設拉子對於凡人事務上的問題提出了清晰且明智的理念和全面的視角。他著有大量關於伊斯蘭教教義、倫理、政治、經濟、社會學、法律和人權的論文，在各個領域上著有超過1,200部書籍、專著和論文。他的作品涵蓋適合青年人閱讀的引導性著作以至系統性的大作，觀點和理論涉及政治、經濟、政治、政府管治、社會學、神學、哲學和伊斯蘭教法歷史。設拉子在關於伊斯蘭法律上的作品約有150部，多有探討家庭法、人權、表述自由、政治多元、非暴力和舒拉（Shura，「協商」）。
設拉子反對專制政治，他在1971年被伊拉克的復興黨政權驅逐至黎巴嫩。他後來在科威特居留，直至1979年遷至伊朗聖城庫姆。他的追隨者認為他在科威特的逗留意味著什葉派在該國復興，並間接影響到遜尼派思想的表述。
設拉子在世界各地成立和組建了不少伊斯蘭中心、醫療和慈善機構、教育福利和社會基金會、圖書館和伊斯蘭大學。
支持者認為設拉子支持表達自由等自由的基本元素，又支持政治多元、辯論和討論及寬容和體諒。他支持協商領導模式，呼籲建立宗教專家領導委員會。此外，他又呼籲建立世界伊斯蘭政府，以統合所有穆斯林國家。他的著作裡詳細地描述這些理念。

## 伊斯蘭革命
設拉子見證了末代沙阿政府的倒台及魯霍拉·穆薩維·霍梅尼成立伊朗伊斯蘭共和國。設拉子卻沒有利用這個歷史契機和其崇高威望來爭取出任政府官職或參與伊斯蘭政府。

## 影響
在設拉子離世後，他的思想繼續通過他所建立的大學傳承下去。他的弟弟薩迪克·侯賽尼·設拉子（Sadiq Hussaini Shirazi）是當今這個學派的領導人物，同時他是主要的宗教學者。
不過，他的支持者與伊朗伊斯蘭共和國政府的關係不和。在1995年，「據德黑蘭報導稱」，設拉子的兒子賽義德·莫爾塔扎「逃亡到叙利亞尋求政治庇護」而被囚18個月。
大赦國際的報告稱：
|  | 大阿亞圖拉設拉子的多名支持者在1988年被拘留。同年一月，著名宗教人物及作家謝赫穆罕默德·阿明·加富里及其妻子、賽義德·侯賽因·法利在庫姆被捕，據稱他們在被羈留期間遭到毒打。賽義德·侯賽因·法利據指在6月獲釋，穆罕默德·阿明·加富里則被教士特別法庭判處2年半監禁，法庭的審判程序不符合國際標準。同年10月，包括禮薩·蘇丹尼在內的5名設拉子支持者被捕，他們一直被單獨囚禁至年底。此外，謝赫薩迪克·扎伊米揚受到滋擾。 1995年11月，7名學生似乎受設拉子關連而被捕，他們在翌年6月獲釋。不過，其中兩人阿曼·阿拉·布謝芮和謝赫穆罕默德·卡赫塔尼分別在7月和8月再次被捕。 根據一些報告，對被拘留者的拷問方式包括毒打、剝削睡眠、電擊、恐嚇處以電刑。謝赫阿里·馬什據稱在獲釋後要求接受治療，他的右腳腳趾骨折，一直沒有得到治理。 |

## 註腳
1. ↑  Bunt 2009，第259頁
2. ↑  Louėr 2008，第90頁
3. ↑  Louėr 2008，第94頁
4. ↑  Louėr 2008，第120頁
5. ↑  （英文）. iran.org. 1997-02-18  [2012-02-20]. （原始内容存档于2012-02-14）.
6. ↑  （英文） (PDF). Amnesty International. 1998-06-16  [2012-02-21].